# Jimmy Hoffa
James Riddle "Jimmy" Hoffa (14 de fevereiro de 1913 – desaparecido em 30 de julho de 1975, declarado morto em 30 de julho de 1982) foi um líder sindical norte-americano que serviu como presidente do International Brotherhood of Teamsters (IBT), de 1957 até 1971, o maior sindicato nos Estados Unidos na época.
Hoffa trabalhou com sindicatos desde muito jovem e seu contato com crime organizado também começou cedo. Utilizando suas conexões políticas e criminosas, ele foi crucial no desenvolvimento e expansão do Teamsters, chegando a posição de presidente do sindicato ainda na década de 1950. Em 1963, ele foi indiciado por interferência com júri, tentativa de suborno, conspiração e fraude postal. Em 1967, ele foi mandado para a cadeia para servir uma sentença de 13 anos. Em meados de 1971, ele renunciou a sua posição de presidente de sindicato como parte de um acordo com o presidente dos Estados Unidos Richard Nixon para ter sua pena comutada e acabou sendo libertado naquele ano, mas Hoffa foi barrado de se envolver em qualquer atividade sindical até 1980.
Hoffa desapareceu em 30 de julho de 1975. Acredita-se que ele tenha sido morto a mando da Máfia e acabou sendo declarado legalmente morto em 1982. O seu legado continua controverso e seu corpo nunca foi encontrado, levando a muita especulação sobre o que aconteceu com ele nos seus últimos dias de vida.

## Biografia
Hoffa nasceu em fevereiro de 1913, no oeste do estado de Indiana, numa família de origem alemã e irlandesa. Em 1924, sua família se mudou para Detroit, onde ele passaria boa parte de sua vida. Esteve envolvido com o sindicato conhecido como Teamsters de 1932 a 1975, ocupando a presidência do sindicato entre 1958 e 1971, onde batalhou por melhores salários e condições de trabalho para os afiliados, o que o tornou uma figura popular. Com o passar dos anos, foi tendo um papel cada vez mais importante no sindicato, que cresceu e chegou a se tornar o maior dos Estados Unidos durante a sua liderança, com mais de 1,5 milhão de filiados. Hoffa usou sua influência junto aos sindicatos para benefício da Máfia dos Estados Unidos. Ao mesmo tempo, ele usava seus contatos com o crime organizado para expandir seu próprio poder. Através do seu advogado, Bill Bufalino, ele tinha contato com a Família criminosa Bufalino, da Pensilvânia (que, por sua vez, tinham contatos com as grandes famílias mafiosas de Nova Iorque).
Em 1961, o Procurador-Geral dos Estados Unidos, Robert F. Kennedy, fez do combate ao crime organizado uma de suas prioridades. Entre seus objetivos estava minar o controle da Máfia sobre os sindicados, fazendo assim de Hoffa um alvo central das ações do governo. Em 1964, Hoffa foi condenado por fraude e tentativa de suborno de um jurado. Após esgotar os seus recursos legais, foi preso em 1967 e sentenciado a 13 anos de prisão. No entanto, ele só renunciou oficialmente à presidência dos Teamsters em meados de 1971. A renúncia foi parte de um acordo de perdão com o então presidente estadunidense Richard Nixon, visando a facilitar a libertação de Hoffa ao final daquele ano. Também como parte do acordo, Hoffa foi impedido por Nixon de participar de atividades sindicais até 1980. Contudo, assim que saiu da cadeia, ele começou a ativamente buscar recuperar seu poder junto aos sindicatos, porém encontrou muita resistência.
No final, as tentativas de Hoffa de recuperar o poder nos sindicatos, os inimigos que fez ao longo do tempo, rumores de que ele estaria conversando com os federais e a atenção que trazia para si mesmo, fez com que ele acabasse se tornando um incômodo para a Máfia. Hoffa foi visto pela última vez no final de julho de 1975, quase quatro anos após sua soltura da cadeia, no estacionamento do Machus Red Fox, um restaurante suburbano de Detroit. O seu desaparecimento foi extensivamente investigado nos anos seguintes, inclusive pelo FBI. Hoffa estava elaborando a sua autobiografia, intitulada "Hoffa: The Real Story", publicada alguns meses após seu desaparecimento. Anteriormente, Hoffa escreveu outro livro, "The Trials of Jimmy Hoffa", publicado em 1970.
Logo após seu desaparecimento, o FBI iniciou suas investigações. Dezenas de pessoas foram interrogadas e agências da lei de todos os Estados Unidos participaram dos inquéritos. A polícia americana concluiu que Hoffa provavelmente foi morto a mando da Máfia. Embora muitos quisessem se livrar de Hoffa, ninguém foi diretamente conectado ao seu desaparecimento. O governo americano só declarou Hoffa legalmente morto em dezembro de 1982, sete anos após seu desaparecimento. As investigações continuaram, embora fosse perdendo força com o passar dos anos. No imaginário popular e na imprensa, especulações continuaram a se formar. Até os dias atuais, as forças polícias americanas (incluindo o FBI) não sabem dizer ao certo o que aconteceu com Hoffa, quem o sequestrou, quem o matou e quem encomendou seu assassinato. Por vários anos, Anthony Provenzano, um caporegime da Família Genovese de Nova Jérsei, foi considerado por muitos como um dos principais suspeitos envolvidos no desaparecimento de Hoffa, já que os irmãos Thomas e Stephen Andretta foram extensamente investigados pela polícia por seu suposto envolvimento no caso. Porém, o FBI nunca associou Provenzano diretamente ao ocorrido. Em 2003, Francis Sheeran, um assassino de aluguel que trabalhava para a máfia, afirmou ter sido ele o responsável pela morte de Hoffa, mas esta teoria é desconsiderada pelos estudiosos do caso. Outros mafiosos já reivindicaram participação ou foram apontados como suspeitos no caso, mas nada nunca foi confirmado e o mistério permanece. Os restos mortais de Jimmy Hoffa nunca foram recuperados, embora várias escavações foram feitas.
Em abril de 2019, em uma entrevista para o radialista DJ Vlad, Michael Franzese, um ex influente capo da Família Colombo, disse que certamente, sem sombra de dúvida, o desaparecimento de Hoffa foi orquestrado pela Máfia americana. Franzese disse também ter algum conhecimento de onde está o corpo de Hoffa e afirma saber quem foi o atirador que cometeu o assassinato, e que tinha em vídeo gravado confissões de um homem ligado a figuras poderosas da máfia que davam detalhes do desaparecimento de Hoffa. Franzese afirmou: "Eu posso dizer que é molhado [o local onde o corpo de Hoffa está], isso com certeza". Franzese completou dizendo que o assassino de Hoffa ainda estava vivo, em 2020, e estava na cadeia cumprindo pena por outros crimes.
No filme O Irlandês, de Martin Scorsese, lançado em 2019, Hoffa foi interpretado por Al Pacino. O filme mostra a versão de Frank Sheeran, que teria afirmado ser o assassino de Hoffa, embora essa versão não seja considerada verídica.